# Isole Léonie
Le isole Léonie sono un gruppo di piccole isole situate all'ingresso della baia di Ryder lungo il lato sud-orientale dell'isola di Adelaide, in Antartide. Questo gruppo di isole fu scoperto da Jean-Baptiste Charcot durante la spedizione antartica francese del 1908–10 che diede il nome di isola Léonie all'isola più grande. La spedizione britannica nella Terra di Graham del 1934-1937 guidata da John Rymill, estese il nome all'intero gruppo.

## Conservazione
Le isole Léonie, insieme all'area sud-orientale dell'Isola Adelaide, sono state designate come Area Specialmente Protetta dell'Antartide (codice ASPA 177), al fine di proteggere una combinazione di eccezionali valori scientifici, ambientali, naturali ed estetici e, in particolare, relativi all'avifauna e alle comunità biologiche terrestri all'interno dell'Area.